# Jack Gibson (rugby à XIII)
Pour les articles homonymes, voir Jack Gibson et Gibson.
Pas d'image ? Cliquez ici

a Compétitions nationales et continentales officielles uniquement.

b Matchs officiels uniquement.
Jack Gibson , né le 27 février 1929 à Kiama (Australie) et mort le 27 février 2018 à Waterfall (Australie), est un joueur et entraîneur australien de rugby à XIII. Il est considéré comme l'un des meilleurs entraîneurs de l'histoire du rugby à XIII.
Il grandit à Sydney et s'adonne dès son plus jeune âge au rugby à XIII. Au poste de pilier, il réalise la majeure partie de sa carrière aux Eastern Suburbs avant de jouer pour Newtownet Western Suburbs, disputant notamment deux finales du Championnat de Nouvelle-Galles du Sud en 1960 et 1963.
Il revêt par la suite le rôle d'entraîneur. Il débute aux Eastern Suburbs puis à St. George qu'il emmène en finale du Championnat de Nouvelle-Galles du Sud  en 1971. De retour aux Eastern Suburbs , le club remporte deux titres de Championnat en 1974 et 1975. Après une expérience à South Sydney, il prend en main Parramatta et réalise le triplée en remportant trois Championnats d'affilée en 1981, 1982 et 1983. En fin de carrière, il est nommé sélectionneur de Nouvelle-Galles du Sud et remporte le State of Origin en 1990.
En 2007, pour les cent ans du rugby à XIII en Australie, il est nommé entraîneur du siècle.

## Palmarès

### En tant que joueur
- Collectif :
  - Finaliste du Championnat de Nouvelle-Galles du Sud : 1960 (Eastern Suburbs) et 1963 (Western Suburbs).

### En tant qu'entraîneur
- Collectif :
  - Vainqueur du State of Origin : 1990 (Nouvelle-Galles du Sud).
  - Vainqueur du Championnat de Nouvelle-Galles du Sud : 1974, 1975 (Eastern Suburbs), 1981, 1982 et 1983 (Parramatta).
  - Finaliste du Championnat de Nouvelle-Galles du Sud : 1971 (St. George).

- Individuel :
  - Nommé meilleur entraîneur du Championnat de Nouvelle-Galles du Sud : 1982 (Parramatta).